# Matty Todd
O tenente comandante Matthew Robert Todd MBE (3 de maio de 1924-2020) foi um submarinista que comandou o tanque de treino de fuga de submarinos da Royal Navy de 1964 a 1974 e foi o pioneiro no uso de novos equipamentos que substituíram o antigo Davis Submerged Escape Apparatus para permitir a fuga de muito maior profundidades.

O seu pai, Jack, foi MP de Berwick-upon-Tweed. O seu filho, Mark, foi MP de South Derbyshire.